# Sassay
Sassay település Franciaországban, Loir-et-Cher megyében. Lakosainak száma 1110 fő (2022. január 1.). Sassay Chémery, Couddes, Oisly, Soings-en-Sologne és Le Controis-en-Sologne községekkel határos.

## Népesség
A település népessége az elmúlt években az alábbi módon változott:
| Lakosok száma | 640  | 567  | 584  | 847  | 974  | 1000 | 1023 | 1040 | 1055 | 1110 |
|               | 1968 | 1982 | 1990 | 2006 | 2013 | 2015 | 2017 | 2019 | 2020 | 2022 |